# Bob Martin
Bob Martin (7 de junio de 1922, Krasnoyarsk, Siberia – 13 de enero de 1998, Viena, Austria) fue un cantante austríaco, conocido por haber sido el primer participante que representó a Austria en el Festival de la Canción de Eurovisión, específicamente en 1957. Interpretó en alemán la canción "Wohin, kleines Pony?" ("¿Dónde, pequeño pony?"), y solo alcanzó el 10° puesto con solo 3 puntos (2 de Reino Unido y 1 de los Países Bajos)